# جوان كارول (مغنية أوبرا)
جوان كارول (بالإنجليزية: Joan Carroll)‏ هي مغنية أوبرا أمريكية، ولدت في 27 يوليو 1932 في فيلادلفيا في الولايات المتحدة.